# 사사키 마이카
사사키 마이카(佐々木 舞香)는 일본의 아이돌 가수, 성우이며, 여성 성우 걸 그룹 =LOVE의 구성원이다.
상경 전에는 아이치현 도요하시시에서 아이돌 그룹 ‘호노쿠니 무스메.’(穂の国娘。)에 속해있었다.

## 출연

### 방송
- 카이토안사 (2017년 7월~9월, TOKYO MX）
- 여우 같은 게 뭐가 나빠? (2021년 12월 31일, TV 아사히)
- 세계 만외관! 텔레비전 특수부 (2022년 2월 28일, 닛폰 TV）
- 러빗 (2023년 5월 9일, 5월 23일, 5월 31일, 6월 20일, TBS)
- 새벽의 러빗 (2023년 5월 13일, 27일, 6월 3일, 6월 24일, TBS)

### 드라마
- 행복색 원룸 (2018년 7월 8일~9월 23일, 마이니치 방송 텔레비전) - 사코다 시오리 역
- 살아남은 여섯 명에 의하면 (2022년 8월 10일 ~ , 마이니치 방송 · TBS - 아케미 역 (드라마 오리지널 캐릭터)
- 만약, 이 기분을 사랑이라고 부른다면…. (2022년 9월 24일, ABC 텔레비전) - 모리미 나오 역[1]
- 옆집 남자는 잘 먹는다 (2023년 4월 13일, TV 도쿄) - 본인 역[2]

### 웹 방송
- =LOVE 사사키 마이카 · 노구치 이오리의 최애를 모아서 (2021년 4월 3일~2022년 3월 26일[주 1], 초!A&G+) - 매주 토요일

### 무대
- 아니테레×=LOVE 스테이지 프로젝트
  - 케모노 프렌즈 (2018년 2월 15일~18일,  AiiA Theater Tokyo) - 시바테리움 역[5]
  - 걸 프렌드 (베타) (2018년 7월 16일~22일, 시나가와 프린스 호텔 클럽eX) - 이치노세 토모에 역 (무대 오리지널 캐릭터)[6]
- 뇌장작렬 걸 ~인간 동물원~ (2019년 7월 11일~15일, 릿코카이 홀) - 문명개화 걸 역[7]
- 뮤지컬 ‘도쿄 리벤저스’ (2023년 11월 24일~26일, 텐노즈 은하극장 / 12월 1일~3일,  미엘파르케 오사카) - 타치바나 히나타 역[8]

### 라디오
- A&G 리퀘스트 아워 아스미 카나의 키미마치! (2018년 4월 8일~2022년 3월 26일, 분카 방송) - 중계 리포터

### CM
- 요요기 애니메이션 학원

### 게임
- 스테이션 메모리즈! (2017년, 코이가하마 미로쿠)
- 13일의 금요일: 더 게임 (2018년, 제니 메이어스 (일본어판))
- 바이탈기아 (2018년, 파나)
- 유메이로 판타지 리테일 (2019년, 아네스)
- 케모노 프렌즈 3 (2020년, 캐피바라)

### 웹 애니메이션
- ‘에키메모!’ 단편 만화 (2018년, 미로쿠)[9]
- 약간의 애니메이션 케모노 프렌즈 3 (2020년, 캐피바라)

### 영화

#### 외화 더빙
- 스타쉽 트루퍼스: 화성의 배신자(영어판) (2018년, 타미 카마초)[10]

#### 애니메이션 영화
- 산타 컴퍼니 ~크리스마스의 비밀~ (2019년, 귀여운 천사)[11]

### 뮤직 비디오
- 카와사키 타카야 - Be yourself (2022년)[12]

### 내용주
1. ↑  2022년 3월 25일, 26일의 정규 방송 마지막 화는 노구치 이오리가 신형 코로나 바이러스 감염으로 출연하지 못하였으며 사이토 키아라가 대신 출연했으며, 후에 사사키 마이카와 노구치 이오리 두 사람이 모인 마지막 화를 방송하는 것이 발표됐다[3]. 4월 20일에 ‘=LOVE 사사키 마이카 · 노구치 이오리의 최애를 모아서 봄의 최애 활동 1시간 스페셜’이 방송됐다[4].

### 참조주
1. ↑  “＝LOVEと≠ME出演ドラマ「もしコイ」メインキャスト決定、W主題歌が流れるロングPR映像公開” [=LOVE와 ≠ME 출연 드라마 ‘만약사랑’ 메인 캐스팅 결정, 더블 주제가가 흐르는 롱 PR 영상 공개]. 《音楽ナタリー》 (일본어) (ナターシャ). 2022년 9월 17일. 2022년 9월 17일에 확인함.
2. ↑  “倉科カナ×菊池風磨『隣の男はよく食べる』ゲスト出演者発表 =LOVE佐々木舞香が本人役で登場” [쿠라시나 카나×키쿠치 후마 “옆집 남자는 잘 먹는다” 게스트 출연자 발표 =LOVE 사사키 마이카가 본인 역으로 등장]. 《ORICON NEWS》 (일본어) (oricon ME). 2023년 2월 28일. 2023년 2월 28일에 확인함.
3. ↑  “「=LOVE 佐々木舞香・野口衣織の推しをあつめて」3/26(土)最終回放送に関して” [‘=LOVE 사사키 마이카 · 노구치 이오리의 최애를 모아서’3/26(토) 마지막 화 방송에 대해서]. 《文化放送》 (일본어). 2022년 3월 25일. 2022년 8월 23일에 확인함.
4. ↑  “『=LOVE 佐々木舞香・野口衣織の推しをあつめて 春の推し活１時間スペシャル』4/20(水)22時放送” [“=LOVE 사사키 마이카 · 노구치 이오리의 최애를 모아서 봄의 최애 활동 1시간 스페셜” 4/20(수) 22시 방송]. 《文化放送》 (일본어). 2022년 4월 13일. 2022년 8월 23일에 확인함.
5. ↑  ステージナタリー編集部. “＝LOVEが新プロジェクトで「けものフレンズ」に変身、脚本・演出は川尻恵太” [=LOVE가 새로운 프로젝트에서 “케모노 프렌즈”로 변신, 각본 및 연출은 카와지리 케이타]. 《ステージナタリー》 (일본어) (ナターシャ). 2023년 8월 3일에 확인함.
6. ↑  ステージナタリー編集部 (2018년 6월 20일). “「ガールフレンド（仮）」=LOVE12人が制服姿に、イベント開催も決定” [“걸 프렌드 (베타)” =LOVE 12명이 교복 모습으로, 이벤트 개최도 결저결저]. 《ステージナタリー》 (일본어) (ナターシャ). 2023년 8월 3일에 확인함.
7. ↑  “超人気ボカロ曲を舞台化、『 脳漿炸裂ガール -人間動物園- 』が開幕” [초인기 보컬로이드 곡을 무대화, “뇌장작렬 걸 -인간 동물원-”이 개막]. 《OVERTURE～輝け!!ミュージカル少女達～》 (일본어). 2019년 7월 12일. 2021년 4월 29일에 원본 문서에서 보존된 문서. 2023년 8월 3일에 확인함.
8. ↑  ステージナタリー編集部 (2023년 8월 3일). “ミュージカル「東京リベンジャーズ」に竹中凌平、マイキー・ドラケンは北村諒・井阪郁巳” [뮤지컬 ‘도쿄 리벤저스’에 타케나카 료헤이, 마이키 · 드라켄은 키타무라 료 · 이사카 이쿠미]. 《ステージナタリー》 (일본어) (ナターシャ). 2023년 8월 3일에 확인함.
9. ↑  “『駅メモ！』ショートアニメ配信決定！　佐々木舞香さんら出演声優も解禁” [“에키메모!” 단편 만허 공개 결정! 사사키 마이카 등 출연 성우도 해금]. 《アニメイトタイムズ》 (일본어). 2017년 12월 21일. 2021년 10월 8일에 확인함.
10. ↑  “＝LOVE佐々木＆諸橋、吹き替えオーディション合格に感慨” [=LOVE 사사키 마이카&모로하시 사나, 더빙 오디션 합격으로 감개] (일본어). ORICON NEWS. 2018년 2월 10일. 2018년 3월 22일에 확인함.
11. ↑  STUDIO, KENJI. “サンタ・カンパニー公式HP” [산타 컴퍼니 공식 HP]. 《サンタ・カンパニー公式HP》 (일본어). 2020년 1월 29일에 확인함.
12. ↑  “イコラブ佐々木舞香、川崎鷹也が歌う『もしイケ』主題歌MVで主人公演じる” [이퀄러브 사사키 마이카,  카와사키 타카야가 부르는 “만약 꽃미남” 주제가 MV에서 주인공을 연기] (일본어). ORICON NEWS. 2022년 2월 19일. 2022년 2월 24일에 확인함.